# Jonathan Douglas
Jonathan Michael Douglas (* 22. November 1981 in Monaghan) ist ein irischer Fußballspieler.

## Karriere
Der Mittelfeldspieler begann seine Karriere in der Jugendmannschaft der Blackburn Rovers. 2001 wurde er in die erste Mannschaft geholt. 2002 ging er leihweise zum FC Chesterfield. 2003 wiederholte er dies und ging leihweise zum FC Blackpool. In der Saison 2004/05 spielte er für ein Jahr bei seinem Stammklub, den Blackburn Rovers. Ab der Saison 2005/06 spielte er bei Leeds United, im Sommer 2009 wurde er von Swindon Town verpflichtet.
Douglas absolvierte bisher acht Partien im irischen Fußballnationalteam.

## Erfolge
- einmal englischer League-Cup-Sieger 2002 mit den Blackburn Rovers